# アルベルト・クルチ国際ヴァイオリン・コンクール
アルベルト・クルチ国際ヴァイオリン・コンクール（"A.Curci" international violin competition）は、イタリア、ナポリで開催されるヴァイオリン奏者のコンクール。イタリアのヴァイオリン奏者であるアルベルト・クルチを記念して創立されたアルベルト・クルチ財団が主催し、1967年以降開催されている。第14回（2006年）における第1位の賞金は1万ユーロ。

## 開催年と入賞者

### 第1回（1967年）
- 第1位　久保陽子（日本）

### 第2回（1969年）
- 第1位　前橋汀子（日本）

### 第3回（1971年）
- 第1位　なし
- 第2位　Isabella Petrosjan （ソ連）

### 第4回（1974年）
- 第1位　Bernhard Hartog （ドイツ）

### 第5回（1976年）
- 第1位　Eugen Sarbu （ルーマニア）

### 第6回（1979年）
- 第1位　なし
- 第2位　Berthilde Dufour （フランス）

### 第7回（1981年）
- 第1位　なし
- 第2位　Michele Makarski （アメリカ）

### 第8回（1983年）
- 第1位　Cristina Anghelescu （ルーマニア）

### 第9回（1986年）
- 第1位　なし
- 第2位　Carlo Lazari （イタリア）

### 第10回（1988年）
- 第1位　Guillaume Sutre （フランス）

### 第11回（1990年）
- 第1位　Emil Israel Chudnovsky （ロシア）

### 第12回（2002年）
- 第1位　なし
- 第2位　小野明子（日本）
- 第3位　鈴木加寿美（日本）

### 第13回（2004年）
- 第1位　南紫音（日本）

### 第14回（2006年）
- 第1位　Noie Inui（ギリシャ）
- 第2位　坂口昌優（日本）